# 프리드리히스펠데 중앙 묘지

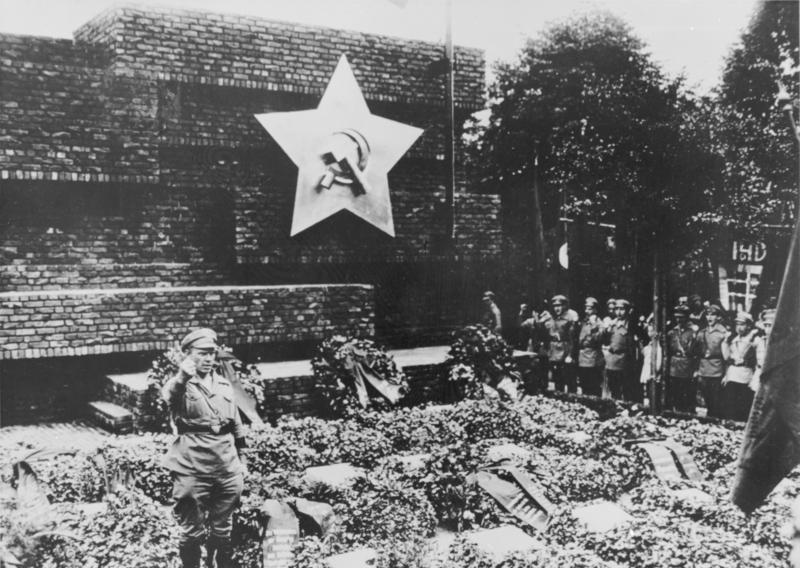
스파르타쿠스 동맹이 사라진 이후 루트비히 미스 판 데어 로에가 1926년 디자인한 기념물로, 1933년 나치 독일에 의해 사라졌다. 맨 왼쪽에 에른스트 텔만이 있다.

프리드리히스펠데 중앙 묘지(독일어: Zentralfriedhof Friedrichsfelde)는 베를린에 위치한 묘지이다. 1881년 묘지가 세워졌을 때에는 베를린 프리드리히스펠데 시립 묘지(Berliner Gemeindefriedhof Friedrichsfelde)라고 불렸다. 1919년 독일 사회민주당의 창시자로 알려진 빌헬름 리프크네히트가 매장되면서 독일의 사회민주주의, 사회주의, 공산주의 지도자와 운동가들의 묘지가 되었다. 1919년에 독일 공산당의 공동 창립자인 카를 리프크네히트와 로자 룩셈부르크가 묻혔다. 제2차 세계 대전으로 인해 베를린이 분단되면서 동베를린의 국경에 위치하게 되었고, 이후 동독의 발터 울브리히트나 빌헬름 피크와 같은 지도자를 묻기 위해 사용되었다.
건축가인 루트비히 미스 판 데어 로에가 1926년 폭 12m와 높이 6m의 붉은 벽돌로 혁명 기념비를 설계했다. 이는 1935년 나치즘에 의해 파괴됐다. 1951년에는 현재의 기념물인 "사회주의자들을 위한 기념물"(Gedenkstätte der Sozialisten)로 대체하였다. 그 벽의 한 부분에는 1933년부터 1945년 사이에 파시즘과 맞서겠다는 말로 목숨을 바친 327명의 남녀의 이름이 기록되어 있다.

## 묻혀 있는 사람
- 케테 콜비츠 (1867-1945)
- 오토 그로테볼 (1894-1964)
- 카를 리프크네히트 (1871-1919)
- 로자 룩셈부르크 (1871-1919)
- 에리히 밀케 (1907-2000)
- 에른스트 텔만 (1886-1944, 기념물만 있으며 묻혀 있지는 않음)
- 발터 울브리히트 (1893-1973)
- 프리드리히 볼프 (1888-1953)
- 빌헬름 피크 (1876-1960)